# Kiss Eliza
Kiss Eliza (Budapest, 1980 –) igazgatásszervező, jogász, államtudományi szakember.

## Tanulmányai
Erős jászsági kötődéssel, Jászberényben töltötte gyermekkorát.
Középiskolai tanulmányait Szolnokon, a Vásárhelyi Pál Közgazdasági Szakközépiskolában végezte.
Diplomáit a Budapesti Közgazdaságtudományi és Államigazgatási Egyetem Államigazgatási Karán, valamint az Eötvös Loránd Tudományegyetem Állam- és Jogtudományi Karán szerezte 2002-ben, majd 2005-ben.
Wine and Spirit képzések: Central European Wine Institute (bor- és párlatszakértő, sommelier), Okleveles párlatgyártó technikus (2021)

## Szakmai életútja
2002-től a Magyar Közigazgatási Intézet munkatársaként kezdte pályáját, majd ugyanitt vezető fejlesztőként dolgozott. 2006-tól a Országgyűlés Hivatalában a FIDESZ Kabinet közigazgatási- és szervezetfejlesztési tanácsadójaként tevékenykedett dr. Navracsics Tibor kabinetjében. 2010-ben a Közigazgatási és Igazságügyi Minisztérium háttérintézményében, a Közigazgatási és Elektronikus Közszolgáltatások Központi Hivatalában közigazgatási és szervezetfejlesztési vezetőként, elnöki főtanácsadóként működött. Életében a bor mindig kiemelkedő szerepet játszott, jogászként először saját kedvtelésre, majd professzionálisan kezdett el a borjogi szabályozással foglalkozni. Magyarország első tematikus borjogi szakkönyvét Borjogász címmel 2008-ban adta ki a Magyar Közlöny- és Lapkiadó.
2013-ban kapott felkérést a Vidékfejlesztési Minisztériumból, hogy országos szinten koordinálja a hegyközségek szervezeti megújítását, továbbá a szőlő- és bor ágazat fejlesztését miniszteri biztosként. Ebben az évben indította el a Nemzeti Borkiválóság Programot, amely hosszú évek óta Magyarország legnagyobb tételszámú bormustrája. A Program keretében évről évre kiadott kétnyelvű tematikus (vörös, fehér, rozé, aszú-pezsgő) Borkiválóság Könyvekből a fogyasztók hiteles tájékoztatást kaphatnak a szőlőfajtákról és az azokból készült kiváló borokról, a borászok pedig megfelelő megjelenési felületet. A Program számos borászat termékeinek piacra jutását segíti a kereskedelmi kapcsolatok kiszélesítésével.
A 2014-es országgyűlési választásokat követően az újjászervezett Földművelésügyi Minisztérium eredetvédelemért felelős helyettes államtitkári feladatait látta el második gyermeke érkezéséig. Feladatkörében felvállalta a történelmi borvidékek, szőlőterületek rekonstrukciójával kapcsolatos koncepciók kialakítását, elindította a Borkiválóság mintájára a Nemzeti Pálinkakiválóság Programot. Munkáját ugyanitt 2016-tól folytatta, mint a tárca kiemelt borágazati feladatokért felelős miniszteri biztosa. Munkája révén indult el a Nemzeti Borkincstár Program, amely az állami tulajdonban lévő tolcsvai muzeális borkészlet értékmentésével, állagmegóvásával összefüggő feladatokat öleli fel. 2017-től indította el a tematikus szőlőfaja éveket, amely keretében 2017-ben a Furmint Éve, 2018-ban a Kékfrankos Éve programsorozat keretében foglalkoztak a fajtákkal.
2019-től a Külgazdasági és Külügyminisztérium háttér intézményeként működő HEPA Magyar Exportfejlesztési Ügynökség kormányzati és intézményi kapcsolatok igazgatója volt. 2022-ben a Miniszterelnökség szakmai főtanácsadója. 2023 óta a Miniszterelnöki Kabinetiroda munkatársa.

## Szakmai bizottsági tagságok, közéleti tevékenységek
- Közigazgatás-fejlesztési Társaság tag (2010-)
- Innovációs és Technológiai Minisztérium Magyar Multi Program  PSZB tag (2020)
- Bor Eredetvédelmi Tanács: tag (2014-2019)
- Agrármarketing Centrum Felügyelő Bizottság: tag (2016-2018)
- Nemzeti Turisztikai Tanácsadó Testület delegált tag (2016)
- Hungarikum Bizottság tag (2013-2015)
- HGS – Hungarian Gin Society alapítója (2020)[17]

## Családja
Férjezett, két gyermek édesanyja.